# Liste der panamaischen Botschafter in den Vereinigten Staaten

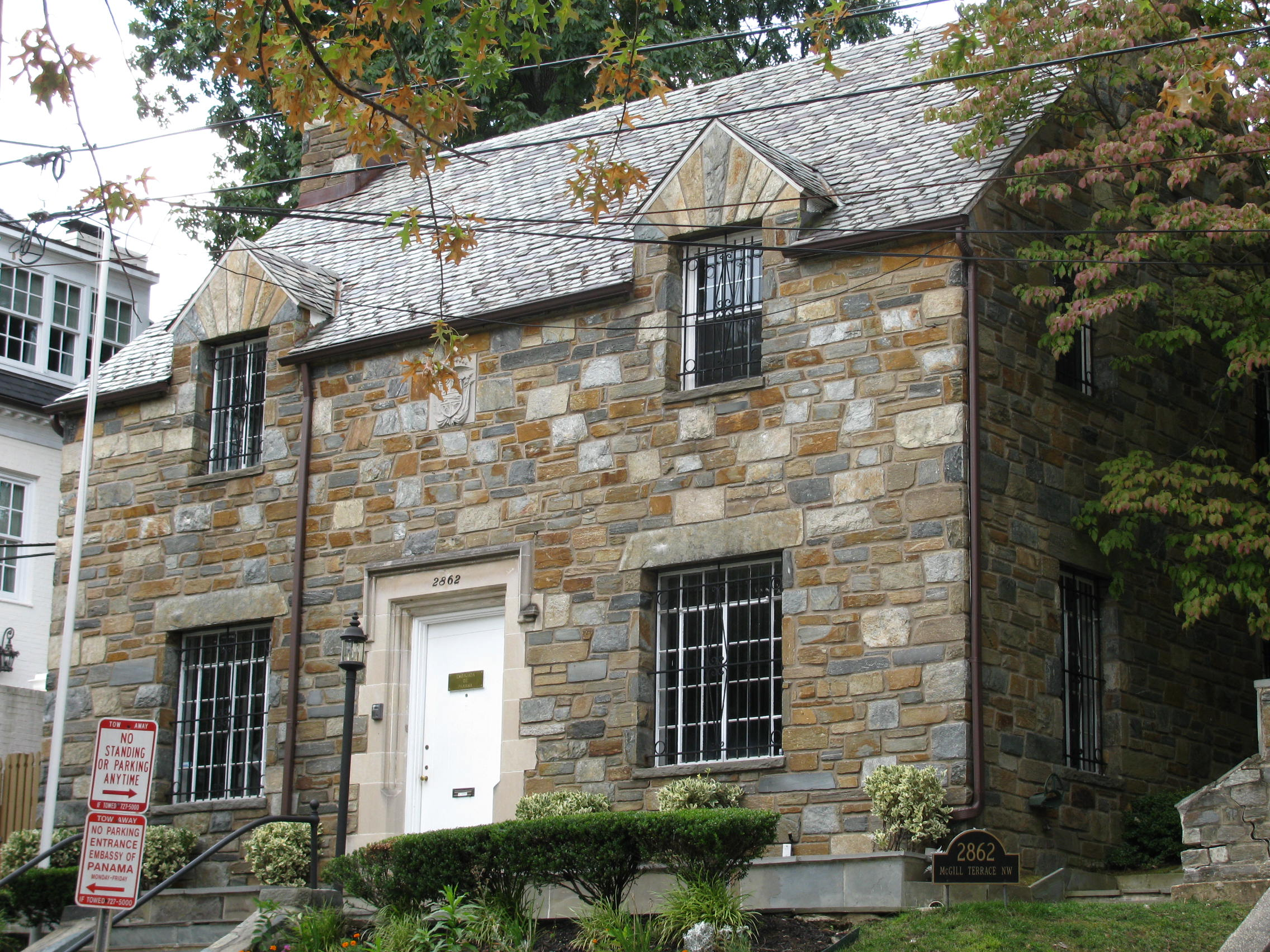
2862 McGill Terrace, NW, Washington DC 20008

Dies ist eine Liste der panamaischen Botschafter in den Vereinigten Staaten.

## Botschafter
| Ernannt       | Akkreditiert      | Name | Bemerkungen | ernannt von                         | akkreditiert bei      | Posten verlassen |
| ------------- | ----------------- | --- | --- | ----------------------------------- | --------------------- | ---------------- |
| 13. Nov. 1903 |                   | Philippe Bunau-Varilla | außerordentlicher Gesandter und Ministre plénipotentiaire eröffnete die Gesandtschaft | José Agustín Arango                 | Theodore Roosevelt    |                  |
| Apr. 1904     |                   | Carlos Constantino Arosemena | Geschäftsträger | Manuel Amador Guerrero              | Theodore Roosevelt    |                  |
| 1. Juni 1904  |                   | José Domingo de Obaldía | außerordentlicher Gesandter und Ministre plénipotentiaire | Manuel Amador Guerrero              | Theodore Roosevelt    |                  |
| 13. Mai 1907  | 25. Juni 1907     | Jose Augustin Arango | außerordentlicher Gesandter und Ministre plénipotentiaire | Manuel Amador Guerrero              | Theodore Roosevelt    |                  |
| 10. Dez. 1908 |                   | Carlos Constantino Arosemena | außerordentlicher Gesandter und Ministre plénipotentiaire | José Domingo de Obaldía             | Theodore Roosevelt    |                  |
| 4. Feb. 1911  |                   | Belisario Porras | außerordentlicher Gesandter und Ministre plénipotentiaire | Pablo Arosemena Alba                | William Howard Taft   |                  |
| 5. Okt. 1911  |                   | Juan Brin | Geschäftsträger | Pablo Arosemena Alba                | William Howard Taft   |                  |
| 16. Jan. 1912 |                   | Ricardo Arias | außerordentlicher Gesandter und Ministre plénipotentiaire | Belisario Porras Barahona           | William Howard Taft   |                  |
| 19. Nov. 1912 |                   | Ramon M. Valdes | außerordentlicher Gesandter und Ministre plénipotentiaire | Belisario Porras Barahona           | William Howard Taft   |                  |
| 27. Mai 1913  |                   | Eusebio A. Morales | außerordentlicher Gesandter und Ministre plénipotentiaire | Belisario Porras Barahona           | Woodrow Wilson        |                  |
| 20. Nov. 1916 |                   | Belisario Porras | außerordentlicher Gesandter und Ministre plénipotentiaire | Ramón Maximiliano Valdés            | Woodrow Wilson        |                  |
| 26. Sep. 1918 |                   | José Edgardo Lefevre de la Ossa | Geschäftsträger (* 24. Februar 1881 in Panama-Stadt; † 1962) Sohn von Emilia Ossa Escobar und Henry Lefevre, besuchte das Colegio Balboa in Panama-Stadt und studierte in New York City und Michigan | Belisario Porras Barahona           | Woodrow Wilson        |                  |
| 28. Aug. 1922 |                   | Ricardo Joaquín Alfaro Jované | außerordentlicher Gesandter und Ministre plénipotentiaire | Belisario Porras Barahona           | Warren G. Harding     |                  |
| 13. Apr. 1931 |                   | Harmodio Arias | außerordentlicher Gesandter und Ministre plénipotentiaire | Ricardo Joaquín Alfaro Jované       | Herbert Hoover        |                  |
| 6. Jan. 1932  |                   | Horacio F. Alfaro | außerordentlicher Gesandter und Ministre plénipotentiaire | Harmodio Arias Madrid               | Herbert Hoover        |                  |
| 28. Nov. 1932 |                   | Ricardo Joaquín Alfaro Jované | außerordentlicher Gesandter und Ministre plénipotentiaire | Harmodio Arias Madrid               | Herbert Hoover        |                  |
| 11. März 1936 | Juan B. Chevalier | Geschäftsträger | Juan Demóstenes Arosemena Barreati | Franklin D. Roosevelt               |                       |                  |
| 24. Okt. 1936 | 13. Nov. 1936     | Augusto Samuel Boyd | außerordentlicher Gesandter und Ministre plénipotentiaire | Juan Demóstenes Arosemena Barreati  | Franklin D. Roosevelt |                  |
| 11. Mai 1939  | 25. Mai 1939      | Augusto Samuel Boyd | Auslandsvertretung wurde zur Botschaft aufgewertet | Augusto Samuel Boyd                 | Franklin D. Roosevelt |                  |
| 2. Feb. 1940  | 9. Feb. 1940      | Jorge E. Boyd | außerordentlicher Gesandter und Ministre plénipotentiaire | Arnulfo Arias                       | Franklin D. Roosevelt |                  |
| 18. Dez. 1940 |                   | Juan H. Ehrman | Geschäftsträger | Arnulfo Arias                       | Franklin D. Roosevelt |                  |
| 9. Jan. 1941  | 17. Jan. 1941     | Carlos N. Brin | außerordentlicher Gesandter und Ministre plénipotentiaire | Ricardo Adolfo de la Guardia Arango | Franklin D. Roosevelt |                  |
| 22. Okt. 1941 |                   | Ernesto Jaen Guardia | außerordentlicher Gesandter und Ministre plénipotentiaire | Ricardo Adolfo de la Guardia Arango | Franklin D. Roosevelt |                  |
| 30. Apr. 1943 | 10. Mai 1943      | Enrique Adolfo Jiménez Brin | außerordentlicher Gesandter und Ministre plénipotentiaire | Ricardo Adolfo de la Guardia Arango | Franklin D. Roosevelt |                  |
| 5. März 1945  | 19. März 1945     | Samuel Lewis | außerordentlicher Gesandter und Ministre plénipotentiaire | Enrique Adolfo Jiménez Brin         | Harry S. Truman       |                  |
| 15. Juni 1945 |                   | German Moreno | Geschäftsträger | Enrique Adolfo Jiménez Brin         | Harry S. Truman       |                  |
| 16. Juli 1945 |                   | Joaquín José Vallarino Zachrisson | außerordentlicher Gesandter und Ministre plénipotentiaire (* 24. Oktober 1889 in Pama-Stadt) Sohn von Hilda Zachrisson und Joaquín Vallarino.                                                        | Enrique Adolfo Jiménez Brin         | Harry S. Truman       |                  |
| 14. Dez. 1947 |                   | Eugenio J. Chevalier | Geschäftsträger | Enrique Adolfo Jiménez Brin         | Harry S. Truman       |                  |
| 2. März 1948  | 19. März 1948     | Ernesto Jaen Guardia | außerordentlicher Gesandter und Ministre plénipotentiaire | Domingo Díaz Arosemena              | Harry S. Truman       |                  |
| 14. Juni 1948 | 24. Juni 1948     | Octavio A. Vallarino | außerordentlicher Gesandter und Ministre plénipotentiaire | Domingo Díaz Arosemena              | Harry S. Truman       |                  |
| 25. Nov. 1949 | 14. Dez. 1949     | | Beziehungen suspendiert | Arnulfo Arias                       | Harry S. Truman       |                  |
| 14. Dez. 1949 |                   | Eugenio J. Chevalier | Gesandtschaftsrat | Arnulfo Arias                       | Harry S. Truman       |                  |
| 24. Feb. 1950 | 10. März 1950     | Rodolfo Florencio Herbruger | außerordentlicher Gesandter und Ministre plénipotentiaire | Arnulfo Arias                       | Harry S. Truman       |                  |
| 6. März 1951  |                   | Guillermo Endara | Geschäftsträger | Alcibíades Arosemena                | Harry S. Truman       |                  |
| 13. Mai 1951  |                   | Anita Ramirez-Duque | Geschäftsträgerin | Alcibíades Arosemena                | Harry S. Truman       |                  |
| 4. Sep. 1951  | 2. Okt. 1951      | Roberto M. Heurtematte | | Alcibíades Arosemena                | Harry S. Truman       |                  |
| 24. März 1955 |                   | Joaquin Vallarino | | Ricardo Manuel Arias Espinoza       | Dwight D. Eisenhower  |                  |
| 11. Dez. 1956 | 26. Dez. 1956     | Ricardo Manuel Arias Espinoza | | Ernesto de la Guardia Navarro       | Dwight D. Eisenhower  |                  |
| 24. März 1960 |                   | Erasmo de la Guardia | | Roberto Francisco Chiari Remón      | Dwight D. Eisenhower  |                  |
| 14. Nov. 1960 | 7. Dez. 1960      | Augusto Guillermo Arango | | Roberto Francisco Chiari Remón      | Dwight D. Eisenhower  |                  |
| 10. Jan. 1964 | 3. Apr. 1964      | | Beziehungen suspendiert | Marco Aurelio Robles Méndez         | Lyndon B. Johnson     |                  |
| 15. Apr. 1964 | 6. Mai 1964       | Miguel J. Moreno Jr. | José Miguel Alemán | Marco Aurelio Robles Méndez         | Lyndon B. Johnson     |                  |
| 17. Nov. 1964 | 15. Dez. 1964     | Ricardo Arias Espinosa | | Marco Aurelio Robles Méndez         | Lyndon B. Johnson     |                  |
| 4. März 1968  | 5. März 1968      | Jorge T. Velasquez | | José María Pinilla Fábrega          | Lyndon B. Johnson     |                  |
| 30. Sep. 1968 | 8. Jan. 1969      | | Beziehungen suspendiert | José María Pinilla Fábrega          | Lyndon B. Johnson     |                  |
| 8. Jan. 1969  | 21. Feb. 1969     | Roberto Ramon Aleman | | Demetrio Basilio Lakas              | Richard Nixon         |                  |
| 9. Juli 1970  | Juli 1970         | Jose A. de la Ossa | | Demetrio Basilio Lakas              | Richard Nixon         |                  |
| 1. Dez. 1972  | 19. Dez. 1972     | Nicolas Gonzalez Revilla | | Demetrio Basilio Lakas              | Richard Nixon         |                  |
| 6. Feb. 1977  |                   | Ricardo Bilonick | Geschäftsträger | Demetrio Basilio Lakas              | Jimmy Carter          |                  |
| 6. Mai 1977   | 16. Mai 1977      | Gabriel LEWIS Galindo | | Demetrio Basilio Lakas              | Jimmy Carter          |                  |
| 6. Feb. 1977  |                   | Ricardo Bilonick | Geschäftsträger | Demetrio Basilio Lakas              | Jimmy Carter          |                  |
| 23. Jan. 1979 | 1. März 1979      | Carlos Alfredo Lopez Guevara | | Aristides Royo                      | Jimmy Carter          |                  |
| 27. Juni 1980 |                   | Juan Jose Amado III | | Aristides Royo                      | Jimmy Carter          |                  |
| 10. Mai 1982  |                   | Antonio Correa | Geschäftsträger | Ricardo de la Espriella Toral       | Ronald Reagan         |                  |
| 24. Mai 1982  | 25. Juni 1982     | Aquilino Boyd | | Ricardo de la Espriella Toral       | Ronald Reagan         |                  |
| 4. Apr. 1985  | 22. Mai 1985      | Gabriel de la Guardia | | Erick Arturo del Valle              | Ronald Reagan         |                  |
| 10. Feb. 1986 | 11. März 1986     | Dominador Kaiser Bazan Jimenez | | Erick Arturo del Valle              | Ronald Reagan         |                  |
| 26. Okt. 1987 | 21. Dez. 1987     | Juan B. Sosa | 08\|1989 | Erick Arturo del Valle              | Ronald Reagan         |                  |
| 9. Jan. 1989  |                   | Nach dem Ablauf der verfassungsmäßigen Amtszeit von Erick Arturo del Valle wurde er von der Regierung George H. W. Bush nicht mehr als Präsident anerkannt es folgte die US-Invasion in Panama | Botschaft geschlossen | Guillermo Endara Galimany           | George H. W. Bush     |                  |
| 31. Aug. 1989 | 22. Dez. 1989     | Botschaft geschlossen | | Guillermo Endara Galimany           | George H. W. Bush     |                  |
| 27. Feb. 1990 | 9. Apr. 1990      | Eduardo Vallarino Arjona | | Guillermo Endara Galimany           | George H. W. Bush     |                  |
| 28. Mai 1991  | 11. Juni 1991     | Jaime Ford Boyd | | Guillermo Endara Galimany           | George H. W. Bush     |                  |
| 21. Okt. 1994 | 21. Nov. 1994     | Ricardo Alberto Arias | (WH credentials) (copies of credentials) | Ernesto Pérez Balladares            | Bill Clinton          |                  |
| 19. Sep. 1996 | 9. Okt. 1996      | Eduardo Morgan Gonzalez | | Ernesto Pérez Balladares            | Bill Clinton          |                  |
| 6. Feb. 1998  | 16. März 1998     | Eloy Alfaro de Alba | | Ernesto Pérez Balladares            | Bill Clinton          |                  |
| 15. Okt. 1999 | 29. Nov. 1999     | Guillermo Ford | | Mireya Moscoso                      | Bill Clinton          |                  |
| 5. Feb. 2002  | 26. Feb. 2003     | Roberto Alfaro | | Mireya Moscoso                      | George W. Bush        |                  |
| 25. Aug. 2009 | 4. Nov. 2009      | Jaime Aleman Healy | | Ricardo Martinelli                  | Barack Obama          |                  |
| 17. Feb. 2011 | 23. Feb. 2011     | Mario Ernesto Jaramillo | | Ricardo Martinelli                  | Barack Obama          |                  |